# Kaettekita Doraemon
Kaettekita Doraemon és un curtmetratge de 1998 que forma part de la saga Doraemon. Es va emetre en valencià per À Punt amb el títol El retorn de Doraemon.

## Trama
Mentre tornava de l'escola, Nobita es troba a Gegant, que vol vèncer-lo. Afortunadament, aconsegueix fugir del mató, però quan torna a casa encara té una desagradable sorpresa: per a Doraemon, de fet, el període que havia de passar amb Nobita ha acabat i necessàriament haurà de tornar al futur. Després de marxar, però, ja no podrà tornar al passat. Llavors, els dos amics fan una llarga caminada, i en Doraemon expressa el seu desig a Nobita: que en el futur puga resoldre els seus problemes pel seu compte, sense dependre constantment dels altres. En el seu darrer dia amb Doraemon, Nobita es troba de nou en Gegant, que intenta vèncer-lo de nou. En comptes de fugir cap a casa, Nobita decideix enfrontar-se al mató i després d'una llarga baralla, aquell es rendeix. Doraemon, que mentrestant ha arribat al seu amic, el felicita, i marxa tranquil, havent entès que la Nobita ho hauria aconseguit fins i tot sense ell.
Mesos més tard, pel dia dels innocents, Nobita és víctima d'una cruel broma: en Gegant i en Suneo afirmen que en Doraemon ha tornat, i després se'n burlen amargament dient-li que no era cert. En Nobita es venja utilitzant una caixa deixada per Doraemon abans de marxar, que conté un aparell especial, que en Nobita hauria pogut utilitzar si s'hagués trobat en greus dificultats. L'aparell que surt de la caixa és la poció revertidora de mentides, capaç de transformar les mentides en realitat. Amb això, Nobita es venja dels dos rivals/amics Gegant i Suneo, però encara es manté trist sabent que mai tornaria a vore al Doraemon. No obstant això, involuntàriament pronuncia aquella darrera frase davant de sa mare quan encara està baix l'efecte de la poció, i gairebé per màgia en Doraemon reapareix a l'habitació del seu amic des del calaix de l'escriptori. Nobita s'emociona, i per celebrar el retorn, a més de Shizuka, també arriben Gegant i Suneo, demanant disculpes pel seu comportament.

## Distribució
El curtmetratge es va estrenar als cinemes japonesos el 7 de març de 1998, juntament amb Doraemon: Nobita no nankai daibōken.
Posteriorment, la trama del curtmetratge es va reprendre i es va incloure el 2014 a Doraemon - The Movie.
El títol internacional del curtmetratge és Doraemon Comes Back.